# 리 크로닌
리 크로닌(Lee Cronin)은 아일랜드의 영화 감독이다.

## 작품 목록
- 홀 인 더 그라운드 (2019)
- 이블 데드 라이즈 (2023)
- 미이라 (2026)